# Nsem
Nsem est une commune du Cameroun située dans la région du Centre et le département de la Haute-Sanaga.

## Population
Lors du recensement de 2005, la commune comptait 6 177 habitants, dont 873 pour Nsem proprement dit.

## Organisation
Outre Nsem, la commune comprend les villages suivants :
- Ambane ;
- Asseck ;
- Epeda I ;
- Epeda II ;
- Essong ;
- Mandjouck ;
- Mbong ;
- Mekone I ;
- Meyene ;
- Nyeng ;
- So'o Ndene.